# Стоянов, Петко (военный)
Петко Стефанов Стоянов (болг. Петко Стефанов Стоянов;  25 мая 1848, Копривштица, Османская империя —  28 декабря 1925, Стара-Загора, Царство Болгария) — болгарский и русский военный деятель, подполковник (1913).

## Биография
Родился 25 мая 1848 года в городе Копривштица. Его отец и брат, Найден Попстоянов, погибли в ходе Апрельского восстания (1876). Образование получил в Копривштицкой школе.
13 октября 1870 года поступил на службу в Российскую императорскую армию. Окончил Одесское пехотное юнкерское училище (1874). Участвовал в Сербско-турецкой войне (1876), где командовал добровольческим отрядом.
Затем участвовал в Русско-турецкой войне (1877-1878) в качестве офицера 53-го Волынского пехотного полка. Был переведен в болгарское ополчение, где принял командование над 5-й добровольческой ротой. Принимал участие в битве при Шейново.
После служил в ополчении Восточной Румелии и принимал участие в объединении Княжества Болгария и Восточной Румелии.
В Сербо-болгарской войне (1885), в звании майора, командовал авангардом. 10 ноября возглавляемые им войска разгромили сербскую Дринскую дивизию при Драгомане. В битве при Пироте он командовал одной из пяти колонн, атаковавших сербские войска. Принимал участие в захвате высоты Кель-Таш.
После войны был командиром 9-го пехотного полка, дислоцирующегося в Пловдиве, и 2-го пехотного полка. Был участником переворота против князя Александра I, за что был уволен со службы 19 октября 1886 года. Эмигрировал в Россию, где служил офицером в русской армии.
В 1895 году вернулся в Болгарию, поселился в Стара-Загоре. Участвовал в Первой Балканской войне в звании подполковника.